# 大前壽生
大前 壽生（おおまえ ひさお、1978年7月20日 - ）は、日本のイラストレーター、デザイナー。

## 経歴
兵庫県宍粟市出身。兵庫県立龍野高等学校から成安造形大学情報デザイン学科卒業。
デザイン事務所勤務を経て2007年よりイラストレーターとして活動を開始。

## 主な作品

### 装丁画
- 南総里見八犬伝1 -結城合戦始末-（松尾清貴 2018年3月 静山社）
- 南総里見八犬伝2 -犬士と非犬士-（松尾清貴 2019年4月 静山社）
- 南総里見八犬伝3 -美女と悪女-（松尾清貴 2020年3月 静山社）
- 南総里見八犬伝4 -南総騒乱-（松尾清貴 2020年10月 静山社）
- 南総里見八犬伝5 -八犬具足-（松尾清貴 2021年3月 静山社）
- 彼女は存在しない（浦賀和宏 2020年12月 幻冬舎）
- 人形はなぜ殺される（高木彬光 2020年11月 光文社）※TSUTAYAプロデュース文庫
- 敗れども負けず（武内涼 2020年10月 新潮社）※TSUTAYAプロデュース文庫
- i 鏡に消えた殺人者 警視庁捜査一課・貴島柊志（今邑彩 2020年10月 中央公論新社）※TSUTAYAプロデュース文庫
- 豪傑 岩見重太郎（稲田和浩 2020年6月 祥伝社）
- こわれもの（浦賀和宏 2020年6月 徳間書店）※TSUTAYAプロデュース文庫
- そして誰もいなくなる（今邑彩 2020年5月 中央公論新社）※TSUTAYAプロデュース文庫
- 小指物語（二宮敦人 2020年3月 TOブックス）※TSUTAYAプロデュース文庫
- ドールハウスの人々（二宮敦人 2020年1月 TOブックス）※TSUTAYAプロデュース文庫
- つい、こないだ（片岡義男 2019年12月 ボイジャー） ※電子書籍
- 財務捜査官 岸一真 ヘルメスの相続（宮城啓 2019年8月 幻冬舎文庫）
- 財務捜査官 岸一真 マモンの審判（宮城啓 2018年10月 幻冬舎文庫）
- 化石少女（麻耶雄嵩 2019年7月 徳間書店）※TSUTAYAプロデュース文庫
- 大きな森の小さな密室（小林泰三 2019年3月 東京創元社）※TSUTAYAプロデュース文庫
- 暗いところで待ち合わせ（乙一 2018年12月 幻冬舎文庫）※TSUTAYAプロデュース文庫
- 教職課程9月号（2018年7月 協同出版）
- 金曜日 銀座 18:00（草凪優 2018年4月 祥伝社）
- 剣豪奉行 池田筑後（佐々木裕一 2018年4月 祥伝社）
- でれすけ（箕輪諒 2018年9月 徳間書店）
- ちょうかい 未犯調査室1（仁木英之 2017年4月 小学館）
- ちょうかい 未犯調査室2（仁木英之 2017年4月 小学館）
- ちょうかい 未犯調査室3（仁木英之 2017年5月 小学館）
- 密告はうたう（伊兼源太郎 2017年3月 実業之日本社）
- 銀行支店長、走る（江上剛 2015年4月 実業之日本社）
- 銀行支店長、追う（江上剛 2017年2月 実業之日本社）
- 退職歓奨（江上剛 2015年10月 実業之日本社）
- 真田十勇士（松尾清貴 2016年7月 小学館）
- 100円のコーラを1000円で売る方法（永井孝尚 2016年1月 KADOKAWA）
- 柳生十兵衛秘剣考 水月之抄（高井忍 2015年6月 東京創元社）
- 斬ばらりん（司城志朗／川嶋透 2013年3月 小学館）
- 斬ばらりん2 京都動乱編（司城志朗／川嶋透 2013年9月 小学館）
- 斬ばらりん3 薩摩炎上編（司城志朗／川嶋透 2015年4月 小学館）
- 20代で10倍差をつけるエリート養成講座（森川友義 2015年2月 ディスカヴァー）
- カラマーゾフを殺したのは誰か？（津田岳宏 2014年6月 ディスカヴァー）
- けいどろ（荒木源 2014年4月 小学館）
- 不祥事（池井戸潤 2013年10月 講談社）
- 銀行総務特命（池井戸潤 2013年10月 講談社）
- 戦国年鑑2013年版（2013年4月 綜合図書）
- マザー（平山瑞穂 2012年11月 小学館）
- 素人がいっぱいラブホリックの事件簿（新野剛志 2012年1月 東京創元社）

### 挿絵
- 壊人 D1 警視庁暗殺部（矢月秀作 2019年3月 - 小説NON 祥伝社）
- 紅の掟（矢月秀作 2018年9月 - 読楽 徳間書店）
- 東遊記 -人を喰う沼-（武内涼 2017年12月 小説屋sari_sari KADOKAWA）
- 池井戸潤特集登場人物イラスト（2017年9月 ダ・ヴィンチ10月号 KADOKAWA）
- エロ事師たちブックレビュー（2017年5月 ダ・ヴィンチニュース）
- 人間洗浄 D1 警視庁暗殺部（矢月秀作 2017年5月 - 2018年2月 小説NON 祥伝社）
- 恋の川、春の町（風野真知雄 2016年10月 - 2017年10月 本の旅人 KADOKAWA）
- ちょうかい 未犯調査室（仁木英之 2014年11月 - 2015年4月号 きらら 小学館）
- ちょうかい 未犯調査室 2（仁木英之 2016年3月 - 2016年10月号 WEBきらら 小学館）
- 銀行支店長、追う（江上剛 2015年12月 - 2016年9月 月刊ジェイ・ノベル 実業之日本社）
- 跡継ぎ（江上剛 2015年5月 月刊ジェイ・ノベル 実業之日本社）
- 南部芸能事務所4 オーディション（畑野智美 2015年8月 - 2016年1月 IN・POCKET 小学館）
- 南部芸能事務所5（畑野智美 2016年5月 - 2016年10月 IN・POCKET 小学館）
- キャプテンディテクティブ（秋吉理香子 2014年9月、2015年3月、2016年8月 野性時代 KADOKAWA）
- 超高速！参勤交代 老中の逆襲（土橋章宏 2015年6月 - 8月 IN・POCKET 小学館）
- 塩田武士『女神のタクト』で元気になる！（2014年10月 IN・POCKET 小学館）
- 幕末名鑑（桂小五郎／岡田以蔵／後藤象二郎／佐久間象山）（2014年10月 幕末志士イラスト名鑑 かみゆ）
- 戦国武将イラスト名鑑（三好長慶／大友宗麟／千利休）（2014年7月 戦国武将イラスト名鑑 かみゆ）
- 飯盛り侍特集（井川香四郎 2014年5月 IN・POCKET 小学館）
- 花咲舞が黙ってない特集（2014年3月 IN・POCKET 小学館）
- 一刀流“夢想剣”（高井忍 2013年10月 ミステリーズ！vol.61 東京創元社）
- 鹿島新道流“一ノ太刀”（高井忍 2013年12月 ミステリーズ！vol.62 東京創元社）
- 新陰流“水月”（高井忍 2015年2月 ミステリーズ！vol.69 東京創元社）
- 小暮写真館文庫化記念 私たちの宮部みゆき特集（IN・POCKET 小学館）
- 石の繭 警視庁殺人分析班（麻見和史 投げ込みチラシ 講談社）
- オメガ特集（濱嘉之 2013年 IN・POCKET 小学館）
- 秘剣こいわらい（松宮宏 投げ込みチラシ 講談社）
- ラフ・アンド・タフ（馳星周 2013年1月 - 7月 講談社）
- 警視庁情報官 ブラックドナー特集（濱嘉之 2012年 IN・POCKET 小学館）

### CM
- セブンイレブン nanaco大感謝祭 WEB CM（2018年）

### CDジャケット
- 美しい月（はたゆりこ 2017年）
- 四面楚歌（マグロジェット 2009年）

## 賞歴
- 桜 Exhibition 2019 : オタライゼーション賞
- 桜 Exhibition 2015 : ninja*arts賞
- 桜 Exhibition 2014 : オーディエンス賞
- 桜 Exhibition 2013 : 桜賞
- 桜 Exhibition 2012 : アムゼ賞
- 桜 Exhibition 2011 : 光伸プランニング賞
- 桜 Exhibition 2009 : 工房ヒョウガ優秀賞
- 桜 Exhibition 2009 : ARTs*LABoポスカ展賞